# Coupe Mitropa 1992
Navigation
Édition précédente
La Coupe Mitropa 1992 est la cinquante-et-unième et ultime édition de la Coupe Mitropa. Elle est disputée à Foggia, en Italie par quatre clubs provenant de quatre pays européens.
La compétition est remportée par le FK Borac Banja Luka, qui bat en finale le Budapest VSC.

## Compétition

### Demi-finales
| Équipe 1     | Résultat | Équipe 2            | T.a.b. |
| ------------ | -------- | ------------------- | ------ |
| US Foggia    | 2-2      | FK Borac Banja Luka | 2-4    |
| Budapest VSC | 0-0      | DAC Dunajská Streda | 6-5    |

### Finale
| Équipe 1            | Résultat | Équipe 2     | T.a.b. |
| ------------------- | -------- | ------------ | ------ |
| FK Borac Banja Luka | 1-1      | Budapest VSC | 5-3    |